# クリード・テイラー
クリード・テイラー（Creed Taylor、1929年5月13日 - 2022年8月23日）は、アメリカの音楽プロデューサーで、またジャズのレコード・レーベル、インパルス!レコード及びCTIレコードの創設者である。

## バイオグラフィ
ABCパラマウント・レコードのプロデューサーであったテイラーは、1960年に同社内にジャズ専門レーベルであるインパルス!レコードを発足。しかし翌年の1961年にヴァーヴ・レコードに移籍する。1967年にA&Mレコード内にCTIレコード（Creed Taylor Issue）を発足、1970年に独立し、正式名称を「Creed Taylor Incorporated」に変更。1974年にはCTIの傍系レーベルとしてソウル・ジャズ、黒人ミュージシャンを中心としたKUDU（クドゥ）をスタート。
テイラーはジャズの大衆化を図り、クロスオーバー（フュージョンの前身）のブームを作った。また、アントニオ・カルロス・ジョビンやジョアン・ジルベルト等のブラジル・ミュージシャンを起用し、ボサノヴァをアメリカで普及させた。